# Professional Fighters League
Professional Fighters League (PFL), anteriormente conhecido como World Series of Fighting (WSOF) é uma organização de Artes Marciais Mistas (MMA) dos Estados Unidos, sendo posteriormente classificada com a 3º maior organização de MMA do mundo e do país. Tem sede em Las Vegas, Nevada. No Brasil, seus eventos vem sido transmitidos pelo Combate.
Em 2018 a WSOF passou por um rebranding, se tornando a Professional Fighters League (PFL), a promoção adotou um formato de liga esportiva semelhante ao da NFL ou NBA, com uma rodada classificatória por pontos corridos seguido por play-offs, com o campeão de cada categoria ganhando 1 milhão de dólares. As regras usadas são as Regras Unificadas de MMA similares as usadas no UFC. Uma das diferenças notórias fica por conta do ringue (ou jaula) que tem 10 lados (decágono), diferentemente do usado no UFC, quem tem 8 lados (octógono). Além da proibição de cotoveladas para preservar os atletas devido ao volume maior de lutas.
É também casa de lutadores que já estiveram sob contrato com o UFC, como o ex-campeão dos Meio Médios Rousimar Palhares, o atual bicampeão simultâneo dos Pesos Médios e Meio Pesados David Branch e o atual campeão dos Meio Médios Jon Fitch. Além de ter revelado o antigo campeão peso-leve interino do UFC Justin Gaethje.

## Ring Girls

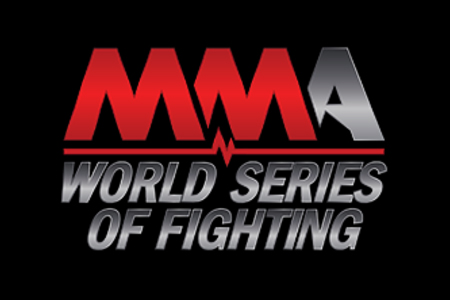
Antigo logo da WSOF

Atualmente, são 5 as ring girls do evento: Kat, Emily, Jessica, Nicole e Michelle.

## Campeões
| Division          | Upper weight limit       | Champion           | Since                   | Title Defenses |
| ----------------- | ------------------------ | ------------------ | ----------------------- | -------------- |
| Heavyweight       | 265 lb (120 kg; 18.9 st) | Blagoy Ivanov      | WSOF 21 June 5, 2015    | 3              |
| Light Heavyweight | 205 lb (93 kg; 14.6 st)  | Vacant             | February 6, 2017        |                |
| Middleweight      | 185 lb (84 kg; 13.2 st)  | Vacant             | February 6, 2017        |                |
| Welterweight      | 170 lb (77 kg; 12 st)    | Jon Fitch          | WSOF 30 April 2, 2016   | 2              |
| Lightweight       | 155 lb (70 kg; 11.1 st)  | Justin Gaethje     | WSOF 8 January 18, 2014 | 5              |
| Featherweight     | 145 lb (66 kg; 10.4 st)  | Andre Harrison     | WSOF 35 March 18, 2017  | 0              |
| Bantamweight      | 135 lb (61 kg; 9.6 st)   | Bekbulat Magomedov | WSOF 35 March 18, 2017  | 0              |
| Flyweight         | 125 lb (56.7 kg; 8.9 st) | Vacant             | January 5, 2017         |                |

## Lutadores Notáveis
- Marlon Moraes
- Lance Palmer
- Justin Gaethje
- Tyrone Spong
- David Branch
- Alexandre Almeida
- Luis Palomino
- Jorge Patino
- Jake Shields
- Jon Fitch
- Vinny Magalhães
- Blagoi Ivanov
- Yushin Okami